# فهرست وتوهای ریاست جمهوری ایالات متحده آمریکا
عبارت وتو در قانون اساسی ایالات متحده آمریکا نیامده، ولی اصل اول قانون اساسی ایالات متحده آمریکا الزام می‌کند که هر طرح، قطعنامه یا لایحهٔ تقنینی کنگره ایالات متحده آمریکا برای تأیید به رئیس‌جمهور ایالات متحده آمریکا عرضه شود. وقتی رئیس جمهور با طرح مواجه می‌شود، می‌تواند با امضا آن را به قانون تبدیل کند، طرح را با مخالفت خود (وتو) به آن مجلس کنگره که طرح از آن نشأت گرفته پس بفرستد، یا نه آن را امضا کند نه به کنگره پس بفرستد که در این صورت طرح پس از گذشت ده روز به استثنای یکشنبه‌ها (اگر کنگره هنوز در حال برگزاری باشد) تبدیل به قانون شود، در صورت تعطیل بودن کنگره طرح قانون نمی‌شود و یک وتوی جیبی محسوب می‌شود.

## منطق وتوها
گرچه هر مورد منحصر به فرد بوده و تحت تأثیر عوامل بسیاری است، می‌توان یک قاعدهٔ کلی را پذیرفت: رؤسای جمهور از قدرت وتو کردن قوانین وقتی استفاده می‌کنند که آنها نقطه نظر یا برنامهٔ آنان را منعکس نکنند.

## خلاصه وتوها
| رئیس‌جمهور             | وتوهای عادی | وتوهای جیبی | وتوها کل | شکسته شده وتوهای | درصد وتوهای شکسته شده | درصد وتوهای عادی شکسته شده |
| کل                    | ۱۵۰۵        | ۱۰۶۷        | ۲۵۷۲     | ۱۱۰              | ۴٪                    | ۷٪                         |
| --------------------- | ----------- | ----------- | -------- | ---------------- | --------------------- | -------------------------- |
| جرج واشینگتن          | ۲           | ۰           | ۲        | ۰                | ۰٪                    | ۰٪                         |
| جان آدامز             | ۰           | ۰           | ۰        | ۰                | N/A                   | N/A                        |
| توماس جفرسون          | ۰           | ۰           | ۰        | ۰                | N/A                   | N/A                        |
| جیمز مدیسون           | ۵           | ۲           | ۷        | ۰                | ۰٪                    | ۰٪                         |
| جیمز مونرو            | ۱           | ۰           | ۱        | ۰                | ۰٪                    | ۰٪                         |
| جان آدامز             | ۰           | ۰           | ۰        | ۰                | N/A                   | N/A                        |
| اندرو جکسون           | ۵           | ۷           | ۱۲       | ۰                | ۰٪                    | ۰٪                         |
| مارتین ون بیورن       | ۰           | ۱           | ۱        | ۰                | ۰٪                    | ۰٪                         |
| ویلیام هنری هریسون    | ۰           | ۰           | ۰        | ۰                | N/A                   | N/A                        |
| جان تایلر             | ۶           | ۴           | ۱۰       | ۱                | ۱۰٪                   | ۱۶٪                        |
| جیمز ناکس پولک        | ۲           | ۱           | ۳        | ۰                | ۰٪                    | ۰٪                         |
| زکری تیلور            | ۰           | ۰           | ۰        | ۰                | N/A                   | N/A                        |
| میلارد فیلمور         | ۰           | ۰           | ۰        | ۰                | N/A                   | N/A                        |
| فرانکلین پیرس         | ۹           | ۰           | ۹        | ۵                | ۵۶٪                   | ۵۶٪                        |
| جیمز بیوکنن           | ۴           | ۳           | ۷        | ۰                | ۰٪                    | ۰٪                         |
| آبراهام لینکلن        | ۲           | ۵           | ۷        | ۰                | ۰٪                    | ۰٪                         |
| اندرو جانسون          | ۲۱          | ۸           | ۲۹       | ۱۵               | ۵۲٪                   | ۷۱٪                        |
| یولیسیز سایمن گرانت   | ۴۵          | ۴۸          | ۹۳       | ۴                | ۴٪                    | ۹٪                         |
| رادرفورد بیرچارد هیز  | ۱۲          | ۱           | ۱۳       | ۱                | ۸٪                    | ۸٪                         |
| جیمز آبرام گارفیلد    | ۰           | ۰           | ۰        | ۰                | N/A                   | N/A                        |
| چستر آلن آرتور        | ۴           | ۸           | ۱۲       | ۱                | ۸٪                    | ۲۵٪                        |
| گروور کلیولند         | ۳۰۴         | ۱۱۰         | ۴۱۴      | ۲                | ۱٪                    | ۱٪                         |
| بنجامین هریسون        | ۱۹          | ۲۵          | ۴۴       | ۱                | ۲٪                    | ۵٪                         |
| گروور کلیولند         | ۴۲          | ۱۲۸         | ۱۷۰      | ۵                | ۳٪                    | ۱۲٪                        |
| ویلیام مک‌کینلی        | ۶           | ۳۶          | ۴۲       | ۰                | ۰٪                    | ۰٪                         |
| تئودور روزولت         | ۴۲          | ۴۰          | ۸۲       | ۱                | ۱٪                    | ۲٪                         |
| ویلیام هووارد تفت     | ۳۰          | ۹           | ۳۹       | ۱                | ۳٪                    | ۳٪                         |
| توماس وودرو ویلسون    | ۳۳          | ۱۱          | ۴۴       | ۶                | ۱۴٪                   | ۱۸٪                        |
| وارن جی. هاردینگ      | ۵           | ۱           | ۶        | ۰                | ۰٪                    | ۰٪                         |
| کالوین کولیج          | ۲۰          | ۳۰          | ۵۰       | ۴                | ۸٪                    | ۲۰٪                        |
| هربرت هوور            | ۲۱          | ۱۶          | ۳۷       | ۳                | ۸٪                    | ۱۴٪                        |
| فرانکلین دلانو روزولت | ۳۷۲         | ۲۶۳         | ۶۳۵      | ۹                | ۱٪                    | ۲٪                         |
| هری ترومن             | ۱۸۰         | ۷۰          | ۲۵۰      | ۱۲               | ۵٪                    | ۷٪                         |
| دوایت آیزنهاور        | ۷۳          | ۱۰۸         | ۱۸۱      | ۲                | ۱٪                    | ۳٪                         |
| جان اف. کندی          | ۱۲          | ۹           | ۲۱       | ۰                | ۰٪                    | ۰٪                         |
| لیندون بی. جانسون     | ۱۶          | ۱۴          | ۳۰       | ۰                | ۰٪                    | ۰٪                         |
| ریچارد نیکسون         | ۲۷          | ۱۷          | ۴۳       | ۷                | ۱۶٪                   | ۲۷٪                        |
| جرالد فورد            | ۴۸          | ۱۸          | ۶۶       | ۱۲               | ۱۸٪                   | ۲۵٪                        |
| جیمی کارتر            | ۱۳          | ۱۸          | ۳۱       | ۲                | ۶٪                    | ۱۵٪                        |
| رونالد ریگان          | ۳۹          | ۳۹          | ۷۸       | ۹                | ۱۲٪                   | ۲۳٪                        |
| جرج اچ دابلیو بوش     | ۲۹          | ۱۵          | ۴۴       | ۱                | ۲٪                    | ۲٪                         |
| بیل کلینتون           | ۳۶          | ۱           | ۳۷       | ۲                | ۵٪                    | ۶٪                         |
| جرج دابلیو بوش        | ۱۲          | ۰           | ۱۲       | ۴                | ۳۳٪                   | ۳۳٪                        |
| باراک اوباما          | ۱۲          | ۰           | ۱۲       | ۱                | ۸٪                    | ۸٪                         |
| دونالد ترامپ          | ۰           | ۰           | ۰        | ۰                | N/A                   | N/A                        |